# 칭챙총
칭챙총(ching chang chong) 및 칭총(ching chong)은 중국어, 중국 혈통 또는 중국인으로 인식되는 동아시아인 출신의 다른 사람들을 조롱하기 위해 영어에서 때때로 사용되는 인종 비방 및 인종 차별적인 용어다. 이 용어는 관화와 광둥어 음운론을 조잡하게 모방한 것이다. 다른 인종 비방이나 중국 모방과 마찬가지로 동아시아인에 대한 폭행이나 신체적 위협을 동반하는 경우가 많다.

## 역사적 사용
일반적으로 중국인 대상으로 하는 것이지만 비방은 다른 동아시아인을 대상으로 하기도 한다. 1906년 가족과 함께 샌프란시스코에 도착한 한인 이민자 메리 백 리는 1990년 자서전 《Quiet Odyssey》에서 학교 첫날에 여학생들이 돌면서 그를 때리며 다음과 같이 말했다고 썼다.
칭 총, 차이나맨,
벽에 앉아.
함께 온 백인,
그리고 그의 머리를 잘라.
이 리듬의 변형은 존 스타인벡의 1945년 소설 《Cannery Row》에서 중국인을 조롱하는 어린 소년에 의해 반복된다. 이 버전에서 "벽"은 "레일"로 바뀌었고 "머리를 잘

라"라는 문구는 "꼬리를 잘라"로 변경되었다.
칭 총, 차이나맨,
레일에 앉아.
함께 온 백인,
그리고 꼬리를 잘라.
1917년에 "Ching Chong"이라는 제목의 래그타임 피아노 곡이 Lee S. Roberts와 J. Will Callahan 이 공동 작곡했다. 그 곡의 가사에는 다음과 같은 말이 포함되어 있었다.
"칭, 총, 오 미스터 칭 총.
당신은 차이나타운의 왕입니다.
칭 총, 불을 다 껐을 때,
나는 당신의 노래를 사랑합니다."

## 현대 사건
2002년 12월, NBA 스타 샤킬 오닐은 Fox Sports Net과의 인터뷰하는 동안 "NBA 센터 야오밍에게 '칭총양, 와, 아, 소'라고 말하라"는 말로 미디어의 비난을 받았다. 오닐은 나중에 그것이 라커룸 유머이며 악의는 없었다고 말했다. 야오밍은 오닐이 농담을 하고 있다고 생각하지만 많은 아시아인들은 유머로 받아들이지 못할 것이라고 말했다. 야오밍은 "중국어는 배우기 어렵다. 어렸을 때 그런 문제가 있었다." 오닐은 "만약 내가 가장 먼저, 그리고 유일하게 그렇게 했다면, 나는 그들이 하는 말을 알 수 있었을 것이다. 하지만 내가 누군가를 불쾌하게 했다면 사과드린다."라고 덧붙혔다.
2006년 1월 24일, 코미디언 데이브 데임쉑은 Adam Carolla Show를 위한 Asian Excellence Awards의 오디오 패러디를 만들었다. 패러디의 전제는 시상식을 흉내내기 위해 "ching"과 "chong"이라는 단어를 사용하는 것이었다. 해당 방송을 비하적이고 인종차별적이라고 낙인 찍은 여러 아시아계 미국인 단체는 방송국이 이 문제에 대하여 사과를 하지 않을 경우 광고주에게 프로그램 지원을 철회할 것을 요청하겠다고 위협했다. 2006년 2월 22일, Carolla는 해당 부분에 대해 간략하게 사과했다. 2006년 4월 26일, Carolla는 아시아계 미국인을 위한 미디어 액션 네트워크의 책임자인 가이 아오키를 자신의 쇼에 출연시켰다. 아오키는 "ching chong"이 "N-word"와 동일하다고 했다.
2006년 12월 5일, 더 뷰의 코미디언이자 공동 진행자인 로지 오도널은 중국의 뉴스 진행자를 흉내내기 위해 ching chong이라는 표현을 사용했다. 오도널은 중국 사람들이 쇼에서 대니 드비토의 술 취한 모습에 대해 이야기하는 것을 참고해서 "중국에서는 'Ching-gong-hu-gong, ching-chang-kong. Ching-chong. Danny DeVito. Ching-chong-chong-chong-chong. Drunk. The View. Ching-chong.'와 같이 떠올릴 수 있다"고 했다. 아시아계 미국인 기자 협회는 그녀의 발언이 "중국어에 대한 조롱이며 사실상 아시아계 미국인을 외국인이나 2등 시민이라는 고정 관념을 주는 것"이라며 영어를 사용하는 사람들에게 "그들이 수준 이하의 집단이라는 인상을 준다"고 말했다. 오도널의 대변인인 신디 버거는 "그녀는 코미디언이자 토크쇼 공동 진행자다. 언젠가 그들이 그녀의 유머를 이해할 수 있기를 바란다."고 했다. 12월 14일 더 뷰에서 오드널은 ching chong이 아시아 억양을 비웃는 모욕적인 방식이라는 사실을 몰랐고 그것이 "N-word"와 동등하다는 것을 알게되었다고 말했다. 그녀는 "상처를 입은 사람들"에게 사과했다. 시장 조사 회사에서 아시아 및 아시아계 미국인 동향을 추적하는 사람인 제프 양은 오드널이 사람들의 상처를 사과하지 말았어야 했다고 말했다. "그녀는 무지를 퍼뜨리고 부추긴 것에 대해 사과했어야 했다." 오드널은 "고의가 아니라 아마 다음 주에 다시 그런 일을 할 가능성이 높다. 그것이 내 두뇌가 작동하는 방식이기 때문이다." 타임은 이를 "가짜 사과"라고 불렀다. 오드널은 나중에 그녀의 자서전인 《Celebrity Detox : The Fame Game》에서 "공개 사과를 할 때 좀 더 순수했으면 좋았을 텐데"라고 썼다.
2011년 1월 19일, 보수 정치 평론가 러쉬 림보는 자신의 라디오 쇼에서 후진타오 중국 주석의 백악관 방문을 조롱했다. "후진타오, 그는 말하고 있었고 그들은 번역하지 않고 있었다. 그들은 일반적으로 단어를 몇개씩 번역한다. 후진타오는 칭총, 칭총차 하는 중이었다"라고 17초 동안 후진타오의 말을 흉내낸 림보가 말했다. 캘리포니아주 하원의원 주디 추는 림보의 말은 지난 150년 동안 인종 모욕, 거리에서 침 뱉기, 의회에서 조롱당함, 잔혹한 살해와 같이 인종 차별에 직면한 중국계 미국인들이 들었던 것과 같은 말이라고 말했다. 뉴욕 하원의원 그레이스 멩은 후진타오를 공격하는 것은 림보의 특권이었지만 "그는 동시에 뉴욕시 인구의 13%를 불쾌하게 했다"고 말했다. 캘리포니아 주 상원의원 릴런드 이는 또한 림보의 발언에 대해 "그의 품위 없는 행동은 3,000년 이상의 문화 역사에 대한 모욕이며 이 나라에서 고군분투한 수백만 중국계 미국인과 세계 인구의 4분의 1을 차지하는 사람들에게 대한 뺨을 때리는 것이다."라고 했다. 이는 자신과 다른 사람들이 인종차별적이고 경멸적인 발언으로 보는 것에 대해 림보에게 사과를 요구했다. 그는 또한 ProFlowers, Sleep Train, 도미노피자와 같은 회사가 림보의 토크쇼에서 광고하는 것을 보이콧하기 위해 중국인 긍정운동(Chinese for Affirmative Action), 일본계 미국인 시민연맹(Japan American Citizens League), 캘리포니아 전미여성기구(California National Organization for Women)를 비롯한 민권 단체와 함께 조직했다. 이는 위협적인 메시지를 받았고 인종차별적 발언을 하고 그를 마르크스주의자라고 부르는 모르는 발신자로부터 팩스를 받기도 했다. "러시 림보는 당신의 칭크 똥꼬를 걷어차고 네가 바보임을 폭로할 것이다"라고 메모의 일부가 말했다.
2011년 3월, UCLA 학생 알렉산드라 월리스는 "미국식 매너"를 사용하지 않는 UCLA의 "아시아인 무리"에 대해 "도서관에 있는 UCLA 아시아인"이라는 제목의 유튜브 동영상을 올렸다. 그녀는 캠퍼스 도서관에서 휴대폰으로 큰 소리로 말하는 아시아인에 대해 "오! 칭총링 롱팅통? 오!"라고 표현했다. 그녀의 폭언은 그녀가 "칭총"이라는 고정 관념을 사용했기 때문뿐만이 아니라 일본에서 쓰나미가 일어난 타이밍인데 "그것들은 그들의 온 가족을 거쳐갔고, 쓰나미 사건에서 온 모두를 확인하고 있다."는 불평도 하면서 비판을 받았다. 학교의 36,000명의 학생 중 40% 이상이 아시아계 미국인과 태평양 섬 주민들이다. 음악가 지미 웡은 이에 대한 응답으로 "Ching Chong!: Asians in the Library Song"라는 동영상을 유튜브에 올렸다. 이 동영상은 전국적으로 펴졌다. 새크라멘토 비는 "[그녀가] 조롱한 학생들은 분함, 질투, 공포를 불러일으킬 수 있다. 왜냐하면 그들의 성공은 성취와 지위에 대한 통로이기 때문이다."라고 썼다. 그 외에도 칭총을 다룬 티셔츠를 판매해 그 수익을 적십자사의 쓰나미 피해 구제에 기부하는 등의 반향이 있었다. UCLA는 이 비디오를 모욕적이라고 간주하고 "불쾌한(repugnant)"이라고 불렀다. 그 학생은 나중에 The Daily Bruin에 "UCLA 캠퍼스 전체"에 사과하는 글을 썼다. 뉴욕 타임즈는 동영상를 비판하면서도 그녀의 미국 수정 헌법 제1조의 표현의 자유를 지지하는 사설을 게재했다. 며칠 후 UCLA는 학생을 징계하지 않을 것이라고 발표했지만 그녀는 대학에서 자퇴했다. AsianWeek는 "[학생이] 경험한 부정적인 것은 아시아계 미국인이 미국에 온 이후 경험한 것의 극히 일부일 뿐이다"라고 썼다.
2014년 3월 콜베어 르포 트윗은 이 용어를 다시 주목받게 했다. 이 프로그램은 워싱턴 레드스킨스 미식축구팀 이름을 둘러싼 논란을 비꼬고 있었다. 팀의 소유주인 다니엘 스나이더는 "Washington Redskins Original Americans Foundation"이라는 아메리카 원주민을 위한 자선단체를 헌정한다고 발표했다. 보고서의 2014년 3월 26일 에피소드에서 콜베어는 이름에 모욕적인 단어 "Redskins"를 사용하여 아메리카 원주민에 대한 자선을 풍자하고, "동양 또는 모두에 대한 감수성을 위한 칭총 딩동 재단"라고 불리는 그의 소유의 자선 단체를 시작할 것이라며, "난는 레드스킨스의 구단주 댄 스나이더에게 이 모든 감수성을 빚졌다. 그러니 아시아인들은 내가 아니라 그에게 감사 편지를 보내라"라고 덧붙혔다. 다음날 코미디센트럴이 운영하는 프로그램의 한 트위터 계정에는 "동양 또는 모두에 대한 감수성을 위한 칭총 딩동 재단을 소개하여 #아시아 커뮤니티에 내가 관심을 갖고 있다는 것을 보여줄 의향이 있다"라는 글이 올라왔으나 에피소든 또는 그에 대한 텍스트를 제공하는 링크는 제공하지 않았다. 이로 인해 사람들은 #CancelColbert 해시태그를 만들게 되었는데, 이 해시태그는 다음 월요일 에피소드(2014년 3월 31일)까지 지속되었다. 콜베어가 사건의 순서를 묘사했을 때, 코미디 센트럴은 형편없는 상황의 트윗에 대해 꾸짖었고, 또한 레드스킨스의 이름을 딴 댄 스나이더의 자선 단체가 아이러니컬하게도 항의받지 않고 있다고 언급하면서 공격자들이 그들의 취소 콜베어 캠페인에 서두른 것을 비판했다.
대만에서 열린 리그 오브 레전드 월드 챔피언십 2014 그룹 스테이지에서 Team SoloMid 정글러 Svenskeren은 Garena 서버에 TaipeiChingChong이라는 이름의 계정을 등록했으며 이후 라이엇 게임즈에 의해 적발되고 정지되었다. 이 사건은 대만판 빈과일보에서도 비판을 받았다.
2018년 8월, 유권자들은 미시간주 하원의원인 베티 쿡 스콧이 자신의 상대인 스테파니 창을 언급하면서 예비 선거에서 지지자들에게 "칭총에 투표하지 마십시오"라고 촉구했다고 전해졌다. 그녀는 나중에 대변인을 통해 사과했다. 그녀는 선거에서 패했고 그녀를 대신한 잠정 기간 동안 지역 업무를 대표하는 미시간 하원 사무실에 Chang이 취임할 때까지 사과 후 사실상 자리를 박탈당했다.
2018년 11월, 필리핀 도타 2 선수 Carlo "Kuku" Palad는 중국 선수들과의 라이브 경기에서 "ching chong"을 입력한 후 충칭 메이저 대회 출전이 금지되었다. 그는 결국 사과했지만 그의 금지는 해제되지 않았다. 이것은 또 다른 필리핀 선수 Andrei "Skemberlu" Ong가 몇 주 전 중국 팀과의 경기에서 같은 용어를 사용한 이전 이벤트에 이은 것이다.
2018년 12월, 미국의 래퍼 릴 펌은 자신의 새 싱글 "Butterfly Doors"의 티저에서 가사에 "나의 눈의 위치가 낮기때문에 그들은 나를 야오밍이라고 부른다."라는 내용이 포함되어 있고 이 용어를 사용한 후 비판을 받았다. 그는 나중에 차이나 맥 및 아콰피나와 같은 여러 아시아계 및 아시아계 미국인 래퍼들에게 질책을 받았다. 이후 릴펌프는 사과문을 발표하고 공식 뮤직비디오 가사를 편집했다.

## 같이 보기
- 칭크
- 반중 감정